# 笑顔の私
「笑顔の私」（えがおのわたし）は、2005年12月26日に発売された浅香唯の25枚目のシングル。

## 解説
- BEGINの上地等プロデュースによる、前作より7年4ヶ月ぶりのシングル。
- 本人主演のCBC制作・TBS系列のドラマ30『ママ!アイラブユー』の主題歌として使用された。

## 収録曲
- 両楽曲共に、作詞・作曲・編曲：上地等

1. 笑顔の私（4分20秒）
2. 幸せの色（4分3秒）

## 関連作品
- 笑顔の私
  - CRYSTALS 〜25th Anniversary Best〜
  - 浅香唯 30周年記念コンプリートBOX

- 幸せの色
  - 浅香唯 30周年記念コンプリートBOX